# نيران صغيرة في كل مكان (مسلسل)
نيران صغيرة في كل مكان (بالإنجليزية: Little Fires Everywhere)‏ هي سلسلة تلفزيونية درامية أمريكية على شبكة الإنترنت، مبنية على رواية نيران صغيرة في كل مكان 2017 من تأليف سيليست إنغ. تم عرض السلسلة لأول مرة على هولو Hulu في 18 مارس 2020 وتتكون من ثماني حلقات. السلسلة من بطولة ريس ويذرسبون وكيري واشنطن، وكلاهما منتجتان تنفيذيتان، إلى جانب ليز تيجيلار ولورين نويشتاتر وبيلار سافوني. تقع أحداثها في ضاحية كليفلاند في شاكير هايتس، أوهايو خلال أواخر التسعينات، وتظهر ويذرسبون وواشنطن كأمهات من خلفيات اجتماعية واقتصادية مختلفة.

## الحبكة
سلسلة نيران صغيرة في كل مكان تسرد قصة عائلة ريتشاردسون المثالية والتناقض في التوجهات بين الأم وابنتها التي تقترب إلى الشخصية البوهيمية التي يحيطها الغموض ما يسبب خلافات كثيرة بينهما. والقصة، أيضًا، تستكشف ثقل الأسرار، وطبيعة الفن والهوية، وطبيعة الأمومة الشرسة في الدفاع عن أطفالها، وموضوع الالتزام بالقواعد وتجنب خرق القوانين التي إن خُرقت سيؤدي الأمر إلى كارثة.

## الحلقات
| رقم الحلقة | عنوان الحلقة | إخراج      | كتابة      | تاريخ البث الأصلي | ملخص |
| ---------- | ------------ | ---------- | ---------- | ----------------- | --- |
| 1          | الشرارة      | لين شيلتون | ليز تيجلار | 18 مارس 2020      | في 1997، يتعرض منزل عائلة ريتشاردسون لحريق. يبلغ المحقق إيلينا أن شخصًا ما تعمد حرق المنزل وهي بداخله. قبل أربعة أشهر من الحادثة، تشاهد الصحفية ومالكة العقارات إيلينا سيارة متوقفة في الشارع وتبلغ الشرطة بذلك. تتلقى بعدها اتصالًا بخصوص عرض إيجار منزلها القديم من ميا وارن، فنانة وأم عزباء تعيش في سيارتها مع ابنتها بيرل. توافق إيلينا على تأجيرها المنزل عن طيب خاطر ودون التحقق من سوابق ميا. تعيش إيلينا حياة منظمة لا تروق لابنتها إيزي التي تتحدى أسلوب والدتها في العيش باستمرار، بينما تتذمر بيرل من أسلوب حياة والدتها في التنقل المستمر بين المدن. في تلك الليلة، تستيقظ ميا مذعورة من حلم متكرر ترى فيه رجلًا يرمقها بنظرات غير مريحة في مترو الأنفاق. بينما تستيقظ إيلينا على اتصال من الشخص المذكور في طلب ميا يؤكد أنه لا يعرف ميا ولم يتعامل معها في حياته. |

## روابط خارجية
- نيران صغيرة في كل مكان على موقع IMDb (الإنجليزية)
- نيران صغيرة في كل مكان على موقع ميتاكريتيك (الإنجليزية)
- نيران صغيرة في كل مكان على موقع روتن توميتوز (الإنجليزية)
- نيران صغيرة في كل مكان على موقع كينوبويسك (الروسية)
- نيران صغيرة في كل مكان على موقع ألو سيني (الفرنسية)
- نيران صغيرة في كل مكان على موقع قاعدة بيانات الفيلم (الإنجليزية)

- نيران صغيرة في كل مكان  في قاعدة بيانات الأفلام على الإنترنت (بالإنجليزية)